# Fakulteta za farmacijo v Ljubljani
Fakulteta za farmacijo Univerze v Ljubljani (krajše UL FFA) je ena od članic Univerze v Ljubljani.
Trenutni dekan je Rok Dreu.

## Zgodovina
Študij farmacije je bil v Sloveniji popolnoma vpeljan šele leta 1960 z ustanovitvijo Farmacevtskega odseka na Oddelku za kemijo Fakultete za naravoslovje in tehnologijo, ki je dobil prostore v Plečnikovi zgradbi »Stara tehnika« na Aškerčevi ulici, kjer se fakulteta nahaja še danes.  
Že od leta 1945-1948 je bil mogoč vpis prvih dveh letnikov študija farmacije v Ljubljani z možnostjo nadaljevanja v Zagrebu ali Beogradu. S študijskim letom 1948/49 je bil študij farmacije v Ljubljani ukinjen, nato sta bila v študijskem letu 1955/56 znova uvedena prva dva letnika študija farmacije, 1960 pa je bil ponovno uveden popoln študij farmacije. Prva predavatelja strokovnih predmetov sta bila Pavle Bohinc in Dušan Karba.  
Leta 1974 je bila ustanovljena VTOZD (Visokošolska temeljna organizacija združenega dela) Farmacija v okviru Fakultete za naravoslovje in tehnologijo UL. Leta 1991 je prišlo do preimenovanja VTOZD Farmacija v Oddelek za farmacijo Fakultete za naravoslovje in tehnologijo, 1994 pa je po njeni razdružitvi nastala samostojna Fakulteta za farmacijo.

## Študij
Na fakulteti se izvajajo trije programi: univerzitetni študij farmacija, s katerim študent pridobi naziv magister/magistra farmacije, univerzitetni študijski program laboratorijska biomedicina, ki omogoči naziv diplomirani inženir/diplomirana inženirka laboratorijske biomedicine ter od leta 2010 univerzitetni študijski program kozmetologija. 
Na fakulteti deluje 6 kateder:
- Katedra za farmacevtsko kemijo
- Katedra za farmacevtsko tehnologijo
- Katedra za farmacevtsko biologijo
- Katedra za biofarmacijo in farmakokinetiko
- Katedra za klinično biokemijo
- Katedra za socialno farmacijo